# Csina-patak
A Csina-patak a Cserhátban ered, Nógrádsipek településtől délnyugatra, Nógrád vármegyében, mintegy 300 méteres tengerszint feletti magasságban. A patak forrásától kezdve északkeleti irányban halad, majd Nógrádsipek keleti részénél éri el a Rimóc-Sipeki-patakot.

## Part menti település
- Nógrádsipek